# Fusione (Dragon Ball)
Nel franchise derivato dal manga Dragon Ball, la fusione (融合?, Yūgō) è una tecnica che permette l'unione completa di due individui in uno solo, e per estensione, il termine indica anche il personaggio che nasce da tale unione. La fusione può essere realizzata da chiunque in due modi: tramite l'uso della danza di Metamor oppure tramite l'utilizzo degli orecchini Potara. Esiste poi la fusione specifica dei namecciani, chiamata assimilazione, e in Dragon Ball GT compaiono sia la fusione tra macchine mutanti che la fusione tra cyborg.

## Fusione tramite la danza di Metamor
La danza di Metamor (detta anche fusion dance) è un insieme preciso di posizioni e movimenti che consentono a due individui distinti di unirsi in un solo essere, dotato di una potenza enormemente superiore a quella di coloro che eseguono la tecnica. È stata inventata dai guerrieri metamoriani del pianeta Metamor, che l'hanno insegnata a Goku nell'aldilà, nel periodo compreso fra l'arco narrativo dedicato a Cell e quello di Majin Bu. Perché la fusione possa avere luogo, la forza e la corporatura dei due esecutori devono essere simili. Il guerriero creato somiglierà a coloro che lo hanno generato mentre il vestiario sarà quello dei guerrieri di Metamor, composto da un gilet nero e corto, con decorazioni bombate di colore dorato, aderenti polsini neri, pantaloni ampi bianchi, tenuti da un'ampia fascia azzurra.

### Passi del balletto

Goten e Trunks effettuano la fusione

1. Restare a sei passi di distanza uno dall'altro poi fare un salto e abbracciarsi, fianco a fianco. Tenere le braccia distese in modo che non siano puntate verso il partner, con i palmi aperti e orientati in avanti.[4]
2. Mentre si dice "FU...", spostare lateralmente i propri piedi verso il partner: in questa fase bisogna fare esattamente tre passi. Mentre si fa questo, spostare le braccia al di sopra della propria testa in modo tale che finiscano per essere orientate verso il partner.[4]
3. Poi, mentre si dice "...SIO...", spostare le braccia dall'altra parte del corpo, girandole in modo che il palmo sia orientato verso il basso e chiudendo i pugni. Contemporaneamente, muovere la gamba più esterna in modo tale che sia ad angolo retto, in modo che il piede alzato sia al livello del ginocchio.[4]
4. Infine, gridare: "...NE!".[4][5] e inclinare il torace in modo che sia rivolto verso il partner. Portare in alto le braccia al di sopra della testa, in modo che le punte degli indici si tocchino. Se entrambi i partecipanti eseguono tutti i movimenti in modo perfettamente simmetrico, la fusione sarà riuscita.

La coordinazione tra i partecipanti è essenziale, tanto che quando Goku e Vegeta si fondono, in Dragon Ball GT, trasformati in Super Saiyan 4, anche le loro code sono disposte in modo perfettamente simmetrico.

### Durata
L'effetto della danza di Metamor dura mezz'ora; tuttavia, nel caso venga utilizzata una trasformazione dall'elevato consumo di energia, la fusione dura meno: infatti Gotenks è capace di rimanere trasformato in Super Saiyan 3 per soli 5 minuti, per poi sciogliersi in Goten e Trunks, mentre la fusione che dà vita a Gogeta Super Saiyan 4 dura solo 10 minuti. Curiosamente, però, la durata dello stadio di Super Saiyan della fusione non sembra dipendere dal tempo trascorso dal conseguimento della fusione stessa nella forma normale: se i 5 minuti di Gotenks Super Saiyan 3 equivalessero ai 30 minuti di Gotenks allo stato normale, Gotenks non potrebbe trasformarsi negli ultimi 5 minuti sperando che la trasformazione duri tutti i 5 minuti: essendo trascorsi 5/6 della durata della fusione, Gotenks potrebbe infatti restare trasformato per 1/6 di 5 minuti, ovvero solo per 50 secondi. Invece, trasformandosi alla fine della mezz'ora, il guerriero riesce a conservare lo stadio massimo per più tempo, e precedentemente, venuto a conoscenza del maggior dispendio di energie dovuto alla trasformazione in Super Saiyan (che si traduce appunto in tempo detratto alla fusione), Gotenks aveva appunto dichiarato che avrebbe raggiunto lo stadio del Super Saiyan solo negli ultimi minuti, proprio come se trasformarsi all'inizio o verso lo scadere della mezz'ora fosse ininfluente per la durata del Super Saiyan stesso.

## Fusione tramite gli orecchini Potara
Gli orecchini Potara permettono a due individui di unirsi in una fusione semplicemente indossando gli orecchini sull'orecchio opposto rispetto al compagno, dopodiché i due vengono attratti l'uno contro l'altro venendo uniti in un nuovo essere. La fusione dura eternamente per i Kaiohshin ― al netto di accorgimenti come l'utilizzo del corpo di Majin Bu per sciogliere la fusione di Kibitoshin ―, mentre solo un'ora per gli altri. In questo ultimo caso, come avviene con la fusione di Metamor, una trasformazione che usi un elevato consumo di energia può avere come risultato lo scioglimento anticipato, come avvenuto con Vegeth Super Saiyan Blue.
Non sono noti prerequisiti di sorta: Anziano Kaiohshin, ad esempio, è nato dalla fusione fra due soggetti di sesso opposto, cioè un Kaiohshin e una strega. Il personaggio che nasce da una fusione assomiglia a coloro che lo hanno generato, ma può avere un lato dominante, come nel caso dell'Anziano Kaiohshin, sia come aspetto che come carattere. A differenza della danza di Metamor, il vestiario non è standard, ma risulta essere un mix degli abiti dei personaggi unitisi.

## Fusione fra macchine robotiche
Nelle serie GT e Super la fusione può avvenire anche fra due o più cyborg. Alcune dimostrazioni di questa fusione sono:
- quella tra i guerrieri del Terzo Universo Bollarator, Koitsukai e Panchia, i quali possono assemblarsi in Koichiarator, quest'ultimo inoltre fondendosi con Paparoni dà vita al guerriero Anilaza.
- quella tra due C-17, quello originale e quello creato nel regno degli inferi: Super C-17 mantiene la personalità di entrambi ossia la crudeltà del secondo C-17 e la personalità del primo C-17, visto che sembra tenere particolarmente ai suoi vestiti. La fusione si scioglie quando Super C-17 viene ucciso e il C-17 originale viene resuscitato.
- quella che vede come protagonisti C-13, C-14 e C-15 nel film Dragon Ball Z: I tre Super Saiyan, in cui si fondono in Super C-13.
- quella tra le macchine mutanti Nezi, Ribet e Bizu, che possono combinarsi in Super Sigma, inoltre a loro volta possono farsi incorporare da Lilde, il quale si trasforma in Mega Lilde.

## Fusione di Abo e Kado
I guerrieri Abo a Kado, apparsi in Dragon Ball: Ossu! Kaette kita Son Goku to nakama-tachi!! si possono fondere in Aka. Per effettuarla i due devono semplicemente stare vicini l'uni a l'altro e, circondati da un'energia simile a un tornado, si fondono. Non è dato sapere quanto tempo duri questa fusione.

## Nomi delle fusioni
Nella maggior parte delle fusioni, i nomi dei due partecipanti si combinano, formando un nuovo nome per il nuovo personaggio venutosi a creare.

### Fusioni Metamor e Potara effettuate
Vegeta + Goku = Vegekou nella serie TV italiana (fusione Potara)
Vegeta + Kakaroth = Vegeth nel manga (fusione Potara)
Bejita (Vegeta) + Kakarotto = Bejitto (Vegetto) nella serie TV giapponese (fusione Potara)
Goku + Vegeta = Gogeta (fusione Metamor)
Vegeta + Goku = Veku (fusione Metamor grassa o magra)
Goten + Trunks = Gotenks (fusione Metamor)
Kibith + Kaioshin dell'Est = Kibitoshin (fusione Potara)
Black Goku + Zamasu del futuro = Zamasu Fuso (fusione Potara) o semplicemente Zamasu, questo perché i due sono in realtà la stessa persona ma provenienti da linee temporali diverse
Kale + Caulifla = Kefla (fusione Potara)

### Fusioni effettuate in opere diverse dalle serie manga o anime (Z, GT o Super)
Shallot + Giblet = Shallet (fusione Metamor), fusione presente nel mobile game Dragon Ball Legends dal capitolo 13.6.5 della modalità Storia

### Fusioni ipotizzate nella serie
Kami + Piccolo = Kamiccolo, come Goku chiama scherzosamente l'assimilazione di Dio (il Supremo) da parte di Piccolo (Junior) nella versione giapponese e inglese dell'anime (nella versione italiana del manga viene chiamato Dioccolo; in quella dell'anime Super Junior)
Crilin + Piccolo = Criccolo
Dende + Goku = Denku
Mr. Satan + Goku = Mr. Gotan
Goku + Hercule (adattamento inglese del nome di Mr. Satan) = Gokule nella serie TV inglese e nel videogioco Budokai 2

## Il doppiaggio delle fusioni
Nell'anime originale, le fusioni (tramite la danza di Metamor o tramite gli orecchini Potara) possiedono una caratteristica doppia voce, risultato della sovrapposizione della recitazione dei doppiatori di coloro che si sono uniti per formare il nuovo guerriero. Nonostante ciò, Kibitoshin, l'Anziano Kaiohshin e Zamasu Fuso possiedono un unico doppiatore, anche se nel caso di Zamasu la voce viene riprodotta con un effetto di riverbero, ad indicare appunto due corpi fusi. La caratteristica della doppia voce viene però persa nell'edizione italiana dell'anime, dove ogni fusione ha la voce di uno solo dei guerrieri unitosi: Vegeth e Gogeta hanno la voce di Goku, mentre Gotenks ha quella di Trunks (non è mai stato chiarito se questa scelta sia stata fatta per uniformare tutte le unioni o per altri motivi). Nell'edizione italiana di Dragon Ball Super Vegeth ha la doppia voce sia di Goku sia di Vegeta. Nei film (sia quelli con doppiaggio Mediaset, sia quelli con doppiaggio Dynit) viene utilizzata invece la doppia voce.

## Accoglienza
Amedeo Sebastiano di Everyeye.it ha trovato la danza di Metamor come una delle dieci migliori tecniche di combattimento della serie.